# رزباد (تگزاس)
رزباد، تگزاس(به انگلیسی: Rosebud, Texas) شهری در ایالت تگزاس از ایالات جنوبی ایالات متحده آمریکا است. در سرشماری سال ۲۰۰۰، جمعیت این شهر ۱۴۹۳ نفر اعلام شد.